# Anacroneuria trimacula
Anacroneuria trimacula är en bäcksländeart som beskrevs av Jewett 1959. Anacroneuria trimacula ingår i släktet Anacroneuria och familjen jättebäcksländor. Inga underarter finns listade i Catalogue of Life.